# Mesochorus alveus
Mesochorus alveus là một loài tò vò trong họ Ichneumonidae.